# 4.2-es vízibusz (Velence)
A velencei 4.2-es jelzésű vízibusz Fondamente Nove megállóhelyről Murano és a városközpont körül közlekedik, párban a 4.1-es járattal, mely ellentétes irányban jár. A viszonylatot az ACTV üzemelteti.

## Története
A 4.2-es vízibusz a kezdetektől Murano megállóit köti össze a belvárossal. Dupla hurokjáratként közlekedik, megkerülve a főszigetet Muranóra menet. Mivel ez két irányban lehetséges, ezért a két irányt a járatok számozásával különböztetik meg. Az óramutató járásával ellenkezően a 4.2-es, ellentétes irányban a 4.1-es járt. Indulása óta a járat útvonala nem változott.
A járat előzménye a régi 42-es járat volt, melynek egyszerű átszámozásával keletkezett a jelenlegi 4.2-es.
A 4.2-es járat története:
| Időszak     | Járat- szám | Megállók |
| ----------- | ----------- | --- |
| 1978 – 1983 | 5           | Riva degli Schiavoni – Tana – Celestia – Ospedale Civile – Fondamente Nuove – Isola San Michele – Murano (Navagrero) – Murano (Museo) – Murano (Fondamenta Venier) – Murano (Serenella) – Murano (Navagero) – Murano (Faro) – Murano (Colonna) – Isola San Michele – Fondamente Nuove – Madonna dell’Orto – San Alvise – Ponte Tre Archi – Ponte Guglie – Ferrovia – Piazzale Roma – Zattere – Santa Eufemia – Redentore – Ostello – San Giorgio Maggiore – Riva degli Schiavoni |
| 1984 – 1995 | 5           | Riva degli Schiavoni – Tana – Celestia – Ospedale Civile – Fondamente Nuove – Isola San Michele – Murano (Navagrero) – Murano (Museo) – Murano (Fondamenta Venier) – Murano (Serenella) – Murano (Navagero) – Murano (Faro) – Murano (Colonna) – Isola San Michele – Fondamente Nuove – Madonna dell’Orto – San Alvise – Ponte Tre Archi – Ponte Guglie – Ferrovia – Piazzale Roma – Zattere – Santa Eufemia – Redentore – Ostello – San Giorgio Maggiore – Riva degli Schiavoni |
| 1984 – 1995 | 5/          | Riva degli Schiavoni – Sant’Elena – Murano (Navagrero) – Murano (Museo) – Murano (Fondamenta Venier) – Murano (Serenella) – Murano (Navagero) – Murano (Faro) – Murano (Colonna) – Ponte Tre Archi – Ponte Guglie – Ferrovia – Piazzale Roma – Tronchetto A (1991-től) – Tronchetto B (1991-től) |
| 1996 – 1998 | 23          | San Zaccaria (Iolanda) – Tana – Celestia – Ospedale Civile – Fondamente Nuove – Cimitero – Murano (Navagero) – Murano (Faro) – Murano (Colonna) – Cimitero – Fondamente Nove – Ospedale Civile – Celestia – Tana – San Zaccaria (Iolanda) (Csak ebben az irányban) |
| 1996 – 1998 | 52 verde    | Lido (Santa Maria Elisabetta) – Sant’Elena – Giardini Biennale – San Zaccharia (Iolanda) – Zattere – Santa Marta – Piazzale Roma – Ferrovia (Bar Roma) – Ponte di Guglie – Ponte di Tre Archi – San Alvise – Madonna dell’Orto – Fondamente Nove – Cimitero – Murano (Colonna) – Murano (Serenella) – Murano (Fondamenta Vernier) – Murano (Museo) – Murano (Navagero) – Murano (Faro) – Murano (Colonna) – Cimitero – Fondamente Nove – Madonna dell’Orto – San Alvise – Ponte di Tre Archi – Ponte di Guglie – Ferrovia (Bar Roma) – Piazzale Roma – Santa Marta – Zattere – San Zaccaria (Iolanda) – Giardini Biennale – Sant’Elena – Lido (Santa Maria Elisabetta) (Csak ebben az irányban) |
| 1996 – 1998 | 52 viola    | Piazzale Roma (Santa Chiara) – Sacca Fisola – Sant’Eufemia – Zitelle – San Zaccaria (Iolanda) – Tana – Celestia – Ospedale Civile – Fondamente Nove – Cimitero – Murano (Colonna) – Murano (Serenella) – Murano (Fondamenta Vernier) – Murano (Museo) – Murano (Navagero) – Murano (Faro) – Murano (Colonna) – Fondamente Nove – Ospedale Civile – Celstia – Tana – San Zaccaria (Iolanda) – Zitelle – Sant’Eufemia – Sacca Fisola – Piazzale Roma (Santa Chiara) (csak ebben az irányban) |
| 1999 – 2011 | 41          | Murano (Museo) – Murano (Navagero) – Murano (Faro) – Murano (Colonna) – Cimitero – Fondamente Nove – Madonna dell’Orto – San Alvise – Ponte di Tre Archi – Ponte di Guglie – Ferrovia (Santa Lucia) – Piazzale Roma (Parisi) – Santa Marta – Sacca Fisola – Santa Eufemia – Redentore – Zitelle – San Zaccaria (Jolanda) – Arsenale – Giardini Biennale – Sant’Elena – San Pietro – Bacini – Celeste – Ospedale – Fondamente Nove – Cimitero – Murano (Colonna) – Murano (Faro) – Murano (Navagero) – Murano (Museo) (Csak ebben az irányban) |
| 1999 – 2011 | 42          | Murano (Museo) – Murano (Navagero) – Murano (Faro) – Murano (Colonna) – Cimitero – Fondamente Nove – Ospedale – Celeste – Bacini – San Pietro – Sant’Elena – Giardini Biennale – Arsenale – San Zaccaria (Jolanda) – Zitelle – Redentore – Santa Eufemia – Sacca Fisola – Santa Marta – Piazzale Roma (Scomenzera) – Ferrovia (Bar Roma) – Ponte di Guglie – Ponte di Tre Archi – San Alvise – Madonna dell’Orto – Fondamente Nove – Cimitero – Murano (Colonna) – Murano (Faro) – Murano (Navagero) – Murano (Museo) (Csak ebben az irányban) |
| 2011 – 2015 | 4.1         | Murano Museo – Murano Da Mula – Murano Venier – Murano Serenella – Murano Colonna – Cimitero – Fondamente Nove – Orto – San Alvise – Crea – Guglie – Ferrovia (Santa Lucia) – Piazzale Roma (Parisi) – Santa Marta – Sacca Fisola – Palanca – Redentore – Zitelle – San Zaccaria (Jolanda) – Arsenale – Giardini – Sant’Elena – Certosa – San Pietro di Castello – Bacini – Celeste – Ospedale – Fondamente Nove – Cimitero – Murano Colonna – Murano Faro – Murano Navagero – Murano Museo (Csak ebben az irányban) |
| 2011 – 2015 | 4.2         | Murano Museo – Murano Navagero – Murano Faro – Murano Colonna – Cimitero – Fondamente Nove – Ospedale – Celeste – Bacini – San Pietro di Castello – Certosa – Sant’Elena – Giardini – Arsenale – San Zaccaria (Jolanda) – Zitelle – Redentore – Palanca – Sacca Fisola – Santa Marta – Piazzale Roma (Scomenzera) – Ferrovia (Bar Roma) – Guglie – Crea – San Alvise – Orto – Fondamente Nove – Cimitero – Murano Colonna – Murano Serenella – Murano Venier – Murano Da Mula – Murano Museo (Csak ebben az irányban) |
| 2015 – ma   | 4.1         | Fondamente Nove – Cimitero – Murano Colonna – Murano Faro – Murano Navagero – Murano Museo – Murano Da Mula – Murano Venier – Murano Serenella – Murano Colonna – Cimitero – Fondamente Nove – Orto – San Alvise – Crea – Guglie – Ferrovia (Santa Lucia) – Piazzale Roma (Parisi) – Santa Marta – Sacca Fisola – Giudecca-Palanca – Redentore – Zitelle – San Marco - San Zaccaria (Jolanda) – Arsenale – Giardini Biennale – Sant’Elena – Certosa – San Pietro di Castello – Bacini - Arsenale Nord – Celestia – Ospedale – Fondamente Nove (Csak ebben az irányban) |
| 2015 – ma   | 4.2         | Fondamente Nove – Cimitero – Murano Colonna – Murano Serenella – Murano Venier – Murano Da Mula – Murano Museo – Murano Navagero – Murano Faro – Murano Colonna – Cimitero – Fondamente Nove – Ospedale – Celestia – Bacini - Arsenale Nord – San Pietro di Castello – Certosa – Sant’Elena – Giardini Biennale – Arsenale – San Marco - San Zaccaria (Jolanda) – Zitelle – Redentore – Giudecca-Palanca – Sacca Fisola – Santa Marta – Piazzale Roma (San Andrea) – Ferrovia (Bar Roma) – Guglie – Crea – San Alvise – Orto – Fondamente Nove (Csak ebben az irányban) |

## Megállóhelyei
| sz. | idő (perc) | megállóhely neve                   | átszállási kapcsolatok                                                                                   | látnivalók                                 |
| --- | ---------- | ---------------------------------- | --- | ------------------------------------------ |
| 0   | 0          | Fondamente Nove "B"                | 4.2, 5.1, 5.2, 12, 13, 22, M-LN, N-M, Alilaguna A, Alilaguna B, Alilaguna G                              | Gesuiti                                    |
| 1   | 5          | Cimitero                           | 4.2 | Temető (Cimitero)                          |
| 2   | 8          | Murano Colonna                     | 3, 4.2, 7, 18, N-M, Alilaguna B, Alilaguna G, Colombina                                                  |                                            |
| 3   | 12         | Murano Serenella                   | 4.2, N-M                                                                                                 |                                            |
| 4   | 15         | Murano Venier                      | 3, 4.2, N-M                                                                                              | Santa Maria degli Angeli                   |
| 5   | 17         | Murano Da Mula                     | 4.2 | San Pietro Martire                         |
| 6   | 19         | Murano Museo                       | 3, 4.2, N-M, Alilaguna R                                                                                 | Museo Vetrario, Santa Maria e Donato       |
| 7   | 21         | Murano Navagero                    | 3, 4.2, 7, 18, N-M, Alilaguna V, Colombina                                                               |                                            |
| 8   | 24         | Murano Faro                        | 3, 4.2, 7, 12, 13, 18, N-LN, N-M, Colombina                                                              | Faro, Stazione Sperimentale del Vetro      |
| 9   | 28         | Murano Colonna                     | 3, 4.2, 7, 18, N-M, Alilaguna B, Alilaguna G, Colombina                                                  |                                            |
| 10  | 31         | Cimitero                           | 4.2 | Temető (Cimitero)                          |
| 11  | 38         | Fondamente Nove "B"                | 4.2, 5.1, 5.2, 12, 13, 22, M-LN, N-M, Alilaguna A, Alilaguna B, Alilaguna G                              | Gesuiti                                    |
| 12  | 41         | Ospedale                           | 4.2, 5.1, 5.2, 22, Alilaguna B                                                                           | Santi Giovanni e Paolo, Ospedale Civile    |
| 13  | 44         | Celestia                           | 4.2, 5.1, 5.2                                                                                            | San Francesco della Vigna                  |
| 14  | 47         | Bacini – Arsenale Nord             | 4.2, 5.1, 5.2, 22, Alilaguna B                                                                           |                                            |
| 15  | 54         | San Pietro di Castello             | 4.2, 5.1, 5.2                                                                                            | San Pietro                                 |
| 16  | 57         | Certosa                            | 4.2, Alilaguna B, Alilaguna R                                                                            |                                            |
| 17  | 63         | Sant’Elena                         | 1, 4.2, 5.1, 5.2, 6, N                                                                                   | Sant'Elena                                 |
| 18  | 67         | Giardini Biennale                  | 1, 2, 4.2, 5.1, 5.2, 6, 8, N                                                                             | Giardini Biennale                          |
| 19  | 71         | Arsenale                           | 1, 4.2, Alilaguna B                                                                                      | Arsenale, Museo Sorico Navale              |
| 20  | 74         | San Marco – San Zaccaria (Jolanda) | 1, 2, 4.2, 5.1, 5.2, 7, 14, 15, 19, 20, N, Alilaguna B, Brighella, Colombina, Carnevale all’Arsenale     | Szent Márk tér, Dózse-palota, San Zaccaria |
| 21  | 79         | Zitelle                            | 2, 4.2, 8, N, Alilaguna R                                                                                | Le Zitelle                                 |
| 22  | 81         | Redentore                          | 2, 4.2, 8, N                                                                                             | Il Redentore                               |
| 23  | 85         | Giudecca-Palanca                   | 2, 4.2, 8, N                                                                                             |                                            |
| 24  | 89         | Sacca Fisola                       | 2, 4.2, 8, N                                                                                             |                                            |
| 25  | 95         | Santa Marta                        | 4.2, 5.1, 5.2                                                                                            | (nemzetközi kikötő), Santa Marta           |
| 26  | 100        | Piazzale Roma (San Andrea)         | 1, 2, 3, 4.2, 5.1, 5.2, 6, N, Arlecchino, Brighella, Pantallone, mestrei buszok, People Mover di Venezia |                                            |
| 27  | 106        | Ferrovia (Santa Lucia)             | 1, 2, 3, 4.2, 5.1, 5.2, N, Arlecchino, Brighella, Pantallone, Olasz Államvasutak                         | Scalzi                                     |
| 28  | 111        | Guglie                             | 4.2, 5.1, 5.2, Alilaguna A                                                                               | Ghetto                                     |
| 29  | 114        | Crea                               | 4.2 | San Giobbe                                 |
| 30  | 121        | San Alvise                         | 4.2, 5.1, 5.2                                                                                            | San Alvise, Ospedale Psichiatrico          |
| 31  | 124        | Orto                               | 4.2, 5.1, 5.2, Alilaguna A                                                                               | Madonna dell'Orto                          |
| 32  | 129        | Fondamente Nove "B"                | 4.2, 5.1, 5.2, 12, 13, 22, M-LN, N-M, Alilaguna A, Alilaguna B, Alilaguna G                              | Gesuiti                                    |

Megjegyzés: A dőlttel szedett járatszámok időszakos (nyári) járatokat jelölnek.